# Cannes Lions International Advertising Festival
Cannes Lions International Advertising Festival är en årlig tillställning i Cannes vars primära syfte är att utse det gångna årets bästa reklam i en mängd olika kategorier. Festivalen har även kallats "reklam-VM" och anses vara den mest prestigefyllda i sitt slag.

## Historia
Festivalen grundades 1954 av ett antal reklamfilmsmakare som, inspirerade av filmfestivalen i Cannes ansåg att även reklamfilm förtjänade en festival. Den första festivalen som då gick under namnet "The International Advertising Film Festival" hölls i Venedig i Italien i september med 187 bidrag från 14 olika länder. Nästa år hölls festivalen i Monte Carlo och året efter det i Cannes, sedan växlade festivalen plats mellan Venedig och Cannes tills 1984 då den blev beständig i Cannes. 2023 hade festivalen runt 15 000 delegater från över 90 länder. Världens reklambyråer skickade samma år in över 26 000 bidrag till tävlingen. Att skicka in ett bidrag kostade 2024 mellan 650 och 2680 brittiska pund (beroende på kategori) och ett delegatpass kostade från 1145 € och uppåt. 
2022 genomförde miljöorganisationen Greenpeace en mängd protestaktioner under festivalveckan i protest mot vad de ansåg var otillräckliga åtgärder för klimatet från reklambranschen. Bland annat avbröt den svenske f.d. reklamkreatören Gustav Martner invigningen av galan.

## Urval av kategorier
- Film Lions
- Press Lions
- Outdoor Lions
- Radio Lions
- Direct Lions
- Cyber Lions
- Media Lions
- Promo & Activation Lions
- Titanium & Integrated Lions
- Design Lions
- PR Lions
- Film Craft Lions
- Grand Prix For Good

## Young Lions Competition
Young Lions Competition är en tävling under festivalen för reklamskapare under 28 år där de i grupper av högst två får tävla i kategorierna Print, Cyber, film och Media. I kategorin Print och Cyber får deltagarna ett dygn på sig att ta fram en affisch respektive en hemsida för en av Cannes Lions vald välgörenhetsorganisation. I filmkategorin har de två dygn på sig och i Media utmanas deltagarna att ta fram en komplett nyskapande mediestrategi med en maxbudget på 1000000 dollar. 

## Svenska vinnare 2010
I 2010 års tävling tog flera svenska reklambyråer hem priser.
| Reklambyrå                    | Kategori                  | Pris                             |
| ----------------------------- | ------------------------- | -------------------------------- |
| Ester                         | Promo & Activation        | guld, silver                     |
| Farfar                        | Direct, Cyber             | Ett guld, fyra silver, två brons |
| Åkestam Holst                 | Promo & Activation, Cyber | fyra brons                       |
| From Stockholm With Love      | Direct, Cyber             | silver, guld                     |
| Crispin Porter Bogusky Europe | Direct                    | brons                            |
| Draftfcb                      | Direct                    | brons                            |
| DDB Stockholm                 | Cyber                     | Grand Prix, Guld, Silver         |
| KokoKaka                      | Cyber                     | guld, silver, brons              |
| Great Works                   | Cyber                     | silver                           |
| North kingdom                 | Cyber                     | silver, två brons                |
| Lowe Brindfors                | Cyber                     | brons                            |
| Forsman & Bodenfors           | Cyber, Design             | Titanium Lion, brons, guld       |
| Stockholm Design Lab          | Design                    | guld                             |
| SWE                           | Design                    | brons                            |
| Prime PR                      | PR                        | guld, tre silver                 |